# Tachina amurensis
Tachina amurensis là một loài ruồi trong họ Tachinidae.